# 로지 존스
로지 존스(Rosie Jones, 1990년 7월 19일 ~ )는 잉글랜드의 글래머 모델이다.